# Enochrus fuscipennis
Enochrus fuscipennis är en skalbaggsart som först beskrevs av Thomson 1884.  Enochrus fuscipennis ingår i släktet Enochrus, och familjen palpbaggar. Arten är reproducerande i Sverige.